# Дохар (подокруг)
Дохар (бенг. দোহার, англ. Dohar) — подокруг в центральной части Бангладеш в составе округа Дакка. Образован в 1926 году. Административный центр — город Дохар. Площадь подокруга — 161,49 км². По данным переписи 1991 года население подокруга составляло 175 842 человека. Уровень грамотности населения составлял 32,9 %. Религиозный состав: мусульмане — 94,26 %, индуисты — 5,42 %, прочие — 0,32 %.